# Francesco Putti
Francesco Maria Putti (Roma, 3 aprile 1909 – Velletri, 21 dicembre 1984) è stato un presbitero, scrittore e editore italiano di posizione cattolica tradizionalista, fondatore del quindicinale Si si no no.